# Emily Deschanel
Pour les articles homonymes, voir Deschanel.
Emily Erin Deschanel [ˈɛməli ˈɛɹɪn ˌdeɪʃəˈnɛl] est une actrice américaine, née le 11 octobre 1976 à Los Angeles (Californie, États-Unis).
Elle accède à la notoriété grâce à la série télévisée Bones, dans laquelle elle incarne l’anthropologue Temperance Brennan.

## Biographie

### Jeunesse et formation
Emily Deschanel est la fille de Caleb Deschanel, d'origine française, qui est un célèbre directeur de la photographie, maintes fois nommé aux Oscars, et de Mary Jo Deschanel (née Weir) qui a des origines suisses, françaises, irlandaises et néerlandaises. Son grand-père paternel, Paul Jules Deschanel (1906-1963), est originaire de Oullins au Sud de Lyon, où elle a encore de la famille. Elle a grandi entre l'Italie, le Canada, la France, la Yougoslavie et l'Afrique du Sud car le travail de son père faisait qu'elle déménageait beaucoup.
Elle a une sœur, Zooey Deschanel, elle aussi actrice, en plus d'être chanteuse et musicienne, connue pour avoir joué dans la série New Girl (2011-2018).
Emily Deschanel a étudié à l'université de Boston, où elle a obtenu un Bachelor of Fine Arts (licence).

### Débuts et seconds rôles (1994-2004)
D'abord mannequin, elle a commencé comme actrice par des rôles secondaires au cinéma et dans des séries.
Sa première apparition date de 1994 dans le film Milliardaire malgré lui avec Nicolas Cage.
En 2002, elle apparaît dans un épisode de la série télévisée New York, unité spéciale, mais aussi dans les séries Rose Red et Providence. L'année suivante, elle joue dans le film Retour à Cold Mountain avec Nicole Kidman et Jude Law dans lequel elle fait une apparition.
En 2004, elle joue un rôle mineur dans le blockbuster Spider-Man 2, une réceptionniste peu aimable. Elle s'invite sur le plateau de Preuve à l'appui et joue, l'année suivante, le premier rôle féminin du film d'horreur Boogeyman avec Barry Watson, révélé par Sept à la maison.

### Boneset succès (2005-2017)

Logo de la série télévisée Bones.

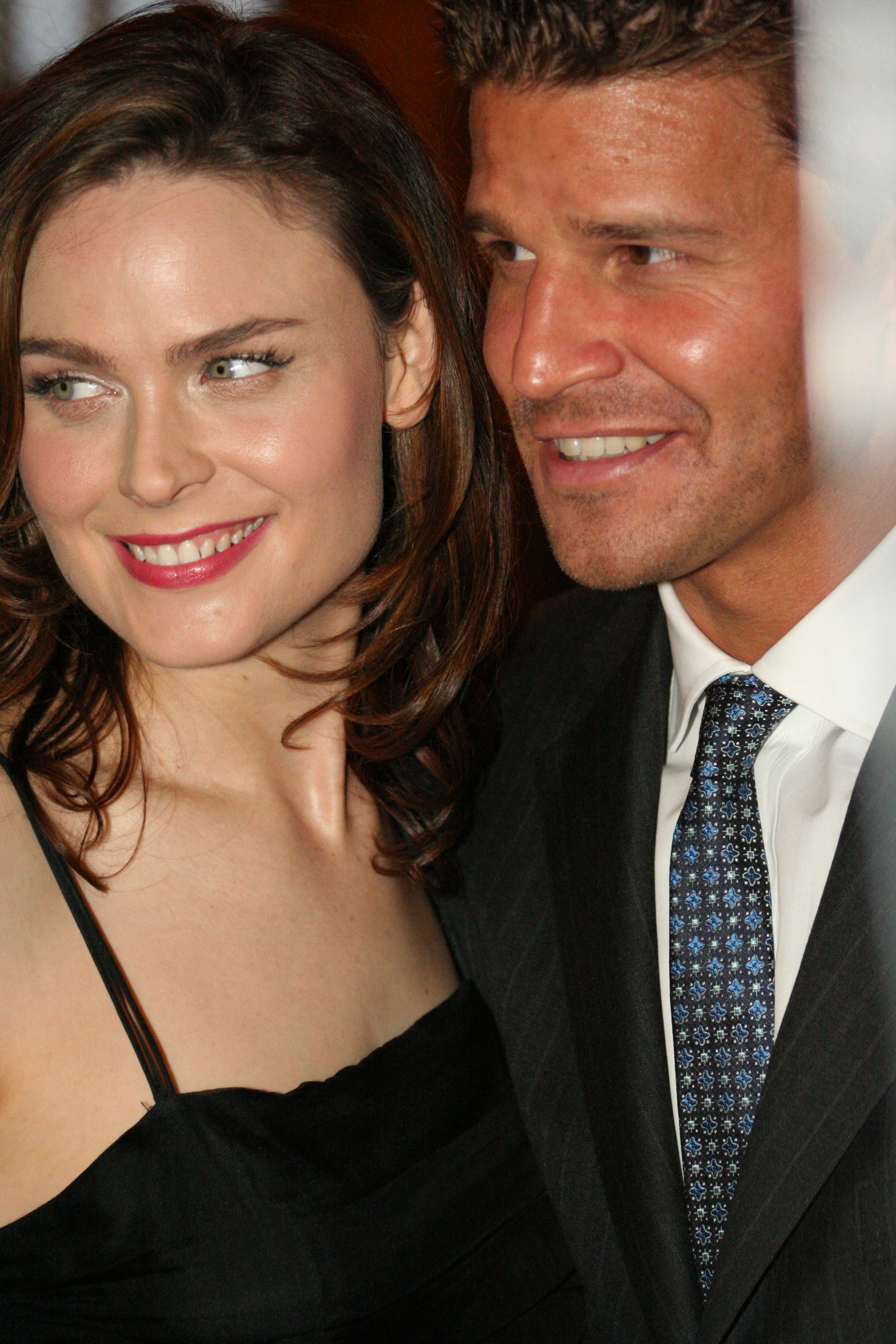
Avec son partenaire dans Bones, David Boreanaz, en 2006.

Cependant c'est son rôle principal aux côtés de David Boreanaz dans la série Bones créée par Hart Hanson, en 2005, qui la rend célèbre mondialement et l'installe comme une star du petit écran.
Le show suit le quotidien d'une experte en anthropologie judiciaire, Temperance Brennan et son équipe de l'institut Jefferson, qui sont appelés à travailler en collaboration avec le FBI dans le cadre d'enquêtes criminelles, lorsque les méthodes classiques d'identification des corps ont échoué.
La série est un succès critique et public. Elle est notamment citée pour deux Primetime Emmy Awards et récompensée lors de cérémonies de remises de prix. Tout comme l'interprétation de l'actrice, aussi saluée et proposée pour le prix de la meilleure actrice dans une série télévisée dramatique, aux Satellite Awards, aux Teen Choice Awards et à cinq reprises lors des People's Choice Awards.
L'actrice tourne parallèlement quelques films : les drames Les Chemins du triomphe avec Josh Lucas, Jon Voight et Austin Nichols et Ma vie pour la tienne avec Cameron Diaz, Abigail Breslin et Alec Baldwin.
Elle reste cependant fidèle à sa série phare et en devient productrice. Elle prête sa voix pour des séries d'animation qui reprennent son personnage, telles que The Cleveland Show, American Dad! ou encore BoJack Horseman.
Dans la série, elle est notamment dirigée par son père qui réalise l'épisode La Recette du bonheur et elle côtoie sa sœur à l'image pour l'épisode Noël en famille. En 2015, elle reprend son rôle de Temperance Brennan dans le cadre du crossover avec la série fantastique Sleepy Hollow.
Diffusée aux États-Unis sur la Fox et en France sur M6, la série Bones s'arrête au bout de 12 saisons, en 2017, synonyme d'un important succès d'audience.

### Vie privée
Emily Deschanel est végétalienne depuis 1995 et milite pour la protection animale. Elle s'est clairement exprimée sur son végétalisme et son engagement en faveur des droits des animaux lors d'un entretien vidéo à l'occasion du lancement du livre Thanking the Monkey de Karen Dawn.
Le 25 septembre 2010, elle a épousé l'acteur, producteur et scénariste David Hornsby (en), après deux ans de vie commune. Ensemble, ils ont deux garçons : Henry Lamar Hornsby (né le 21 septembre 2011) et Calvin Hornsby (né le 8 juin 2015),.

## Filmographie

### Cinéma

#### Courts métrages
- 2000 : It's a Shame About Ray de Ajay Sahgal : Maggie
- 2004 : Old Tricks de Christopher Glass : La femme
- 2005 : Mute de Melissa Joan Hart : Claire
- 2005 : That Night de Steven Gordon :  Annie

#### Longs métrages
- 1994 : Milliardaire malgré lui de Andrew Bergman : Manifestante pour les droits des animaux
- 2003 : Easy de Jane Weinstock (en) : Laura Harris
- 2003 : Retour à Cold Mountain de Anthony Minghella : Mrs. Morgan
- 2004 : Alamo de John Lee Hancock : Rosanna Travis
- 2004 : Spider-Man 2 de Sam Raimi : Tanya Linovitch, la réceptionniste désagréable
- 2005 : Boogeyman de Stephen Kay : Kate Houghton
- 2006 : Les Chemins du triomphe de James Gartner : Mary Haskins
- 2009 : Ma vie pour la tienne de Nick Cassavetes : Dr. Farquad
- 2011 : The Perfect Family (en) de Anne Renton : Shannon Cleary
- 2014 : À la poursuite du Roi Plumes de Esben Toft Jacobsen : Capitaine (voix)
- 2023 : Big Boys de Corey Sherman : Nicole

### Télévision

#### Séries télévisées
- 2001 : The Heart Department : Maude Allyn (pilote non retenu)
- 2002 : Rose Red, mini-série, 3 épisodes : Pam Asbury
- 2002 : New York, unité spéciale : Cassie Germaine (saison 3, épisode 17)
- 2002 : Providence : Annie Franks (2 épisodes)
- 2003 : The Dan Show : Sam (pilote non retenu)
- 2004 : Preuve à l'appui : Michelle (1 épisode)
- 2005-2017 : Bones : Temperance Brennan (245 épisodes, également productrice de 200 épisodes et réalisatrice de 1 épisode)
- 2009 : Tit for Tat[10] : Emily (1 épisode)
- 2010-2011 : The Cleveland Show : elle-même / Julia Roberts (voix, 2 épisodes)
- 2012 : American Dad! : elle-même (voix, 1 épisode)
- 2014 : Drunk History : Babe Didrikson Zaharias / Marina Raskova (2 épisodes)
- 2015 : Sleepy Hollow : Temperance Brennan (1 épisode)
- 2016 : BoJack Horseman : Temperance Brennan (voix, 1 épisode)
- 2018 : Les Simpson : elle-même (voix, 1 épisode)
- 2019 : Animal Kingdom : Angela (Saison 4 rôle récurrent)
- 2021 : The Rookie, épisode  À cœur vaillant… : Sarah Nolan
- 2022 : Devil in Ohio : Dr. Suzanne Mathis (rôle principal, 8 épisodes)

### Productrice
- 2012 : How I Became an Elephant de Tim Gorski (en) et Synthian Sharp (documentaire)

## Distinctions

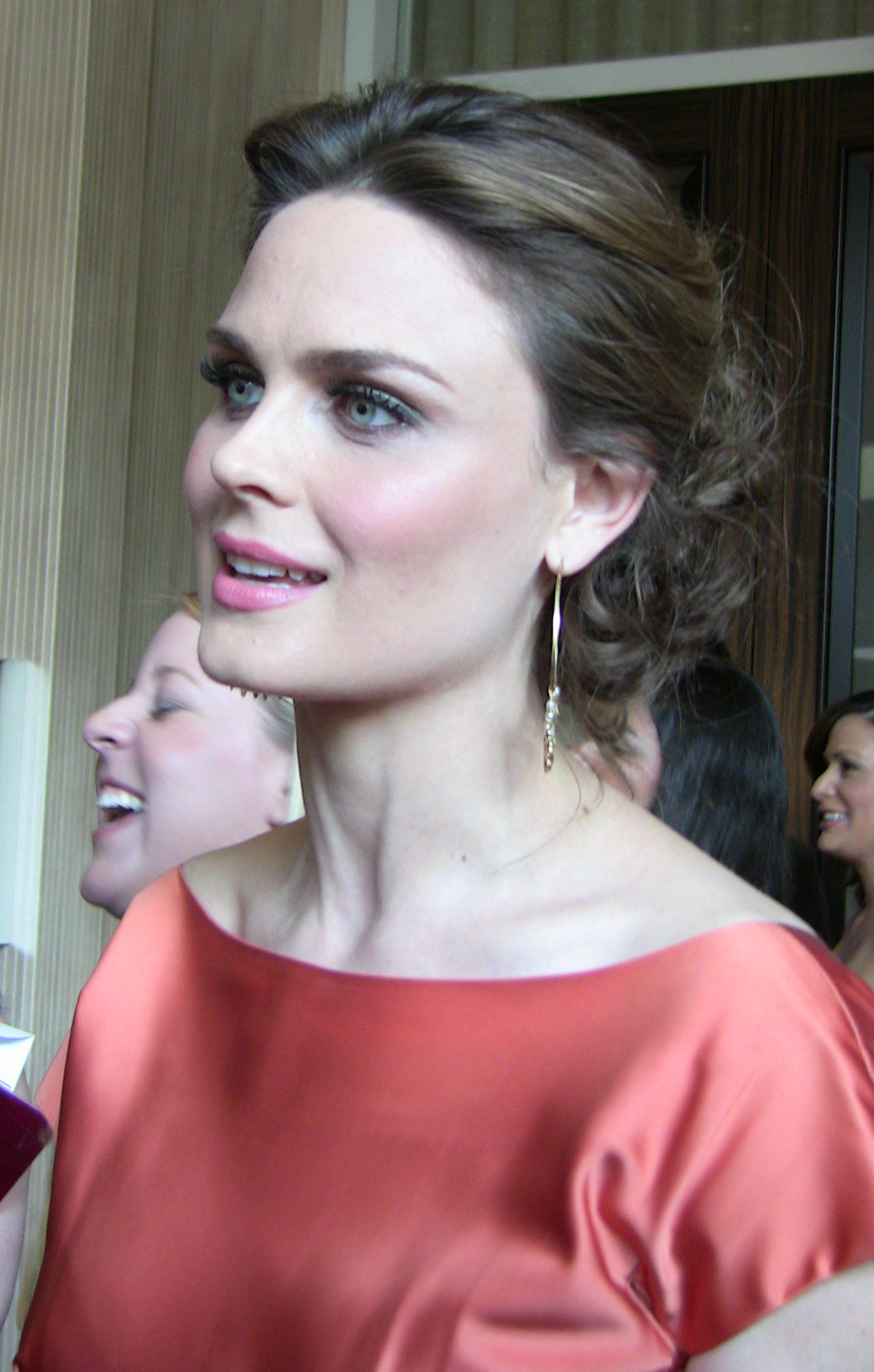
Emily Deschanel à la des Genesis Awards,
le 28 mars 2009 à Beverly Hills (Californie).

Sauf indication contraire ou complémentaire, les informations mentionnées dans cette section proviennent de la base de données IMDb.

### Nominations
- 11e cérémonie des Satellite Awards 2006 : meilleure actrice dans une série télévisée dramatique pour Bones
- Teen Choice Awards 2007 : meilleure actrice dans une série télévisée dramatique pour Bones
- People's Choice Awards 2011 : actrice préférée dans une série télévisée dramatique pour Bones
- Teen Choice Awards 2011 : meilleure actrice dans une série télévisée dramatique pour Bones
- 38e cérémonie des People's Choice Awards 2012 : actrice préférée dans une série télévisée dramatique pour Bones
- Teen Choice Awards 2012 : meilleure actrice dans une série télévisée dramatique pour Bones
- TV Guide Awards 2012 : duo favori dans une série télévisée pour Bones, nomination partagée avec David Boreanaz
- 39e cérémonie des People's Choice Awards 2013 : actrice préférée dans une série télévisée dramatique pour Bones
- TV Guide Awards 2014 : 
  - couple préféré dans une série télévisée pour Bones, nomination partagée avec David Boreanaz
  - actrice préférée dans une série télévisée pour Bones
- 41e cérémonie des People's Choice Awards 2015 : 
  - actrice préférée dans une série télévisée dramatique pour Bones
  - duo préféré dans une série télévisée pour Bones, nomination partagée avec David Boreanaz
- 42e cérémonie des People's Choice Awards 2016 : actrice préférée dans une série télévisée dramatique pour Bones